# خارجة بن الصلت
خارجة بن الصلت.‌خارجة ‌بن ‌الصلت البرجمي. من بني تميم. روى عن عبد الله ‌بن مسعود وكان قليل الحديث. عداده في الكوفيين، حدث عنه الشعبي.
قال ابن منده: أدرك النبي ولم يره، روى يعلى بن عبيد، عن زكرياء بن أبي زائدة، عن الشعبي قال: حدثني خارجة بن الصلت أن عمه أدرك النبي فأسلم، ثم رجع فمر بأعرابي مجنون موثق في الحديد، فقال بعضهم: عندك شيء تداويه به، فإن صاحبكم جاء بالخير؟ فقلت: نعم، فرقيته بأم الكتاب كل يوم مرتين، فبرأ، فأعطاني مائة شاة فلم آخذها حتى أتيت النبي فأخبرته، فقال: «أقلت شيئاً غير هذا»? قلت: لا. قال: «كلها بسم الله. فلعمري من أكل برقية باطل، لقد أكلت برقية حق».
ورواه ابن المبارك، عن زكرياء بإسناده، عن خارجة قال: انطلق عمي إلى النبي فأسلم، ثم رجع إلينا وذكر الحديث. أخرجه الثلاثة.